# Radioactive Dreams (película de 1985)
Radioactive Dreams (Sueños radioactivos) es una película de comedia y ciencia ficción post-apocalíptica dirigida en 1985 por Albert Pyun y protagonizada por George Kennedy, Michael Dudikoff, Don Murray y Lisa Blount. Los nombres de los dos personajes principales homenajean a figuras del noir como Philip Marlowe, Raymond Chandler y Mike Hammer. La película alcanzó el estatus de culto después de proyectarse en varios festivales especializados europeos.

## Argumento
Una guerra nuclear estalla en 1996, gastando todo el arsenal nuclear del mundo, excepto por un misil. Dos niños, Philip Chandler (John Stockwell) y Marlowe Hammer (Michael Dudikoff), son abandonados por sus padres en un refugio nuclear cortado en el costado de un montaña boscosa. Los dos crecen en el refugio, con ficción detectivesca de los 50's y música Swing como la fuerza que los guía en su aprendizaje. Quince años después, Marlowe logra cavar la entrada de la cueva. Los dos se cortan mutuamente el cabello, se visten con trajes y se van para reunirse con el mundo.

Philip narra su aventura en su primer día de salida: 
"Mi nombre es Philip, y esto va a ser una historia sobre mí y mi amigo, Marlowe. Sobre el día en que salimos de este refugio y nos fuimos al mundo post-nuclear. Ahora, tan emocionados como estábamos por dejar el refugio, todavía era un lugar que guardaba buenos recuerdos. Es decir, era el único mundo que conocíamos. Donde yo practicaba mi magia, Marlowe, su baile; donde ambos soñamos con convertirnos en detectives privados, justo como los que habíamos leído". 
Marlowe espera encontrar a sus padres, pero Philip está disgustado porque nunca regresaron, y presume que están muertos. La montaña ahora está desprovista de árboles. Las primeras personas que encuentran son un trío de "mutantes" quemados por radiación que persiguen a una bella mujer, Miles Archer (Lisa Blount). Ellos rescatan a Miles, quien besa a Marlowe como una distracción y le roba su arma. Esto resulta ser un error, ya que deja caer las llaves de activación al último misil nuclear. Miles se va y la pareja es atacada de inmediato por una pandilla de mujeres motociclistas calvas con pelucas rojas. Luego los chicos descubren las llaves de activación, que llevan los nombres de sus padres. Esto emociona a Marlowe, pero molesta a Philip.
Rescatan a otra joven, Rusty Mars (Michele Little), de un grupo de niños armados apodos por Philip "Mutantes Disco". Ella se siente atraída por Philip y los lleva a Edge City, que está plagada de guerras entre bandas. Rusty los lleva a un club de baile, donde son capturados por caníbales. Ellos quieren las llaves nucleares, y comerse a los jóvenes, pues los consideran como una rareza culinaria: carne no contaminada. Aunque Rusty los ayuda a escapar y se disculpa, Philip no confía en ella. Justo después de separarse, la pareja se encuentra con un amigo de Miles que también quiere las llaves. Después de que es despachado, Miles aparece y los lleva a su escondite. Allí ella les cuenta sobre el propósito de las llaves. Miles luego amenaza con matarlos, pero escapan.
Rusty los ha seguido al escondite, pero es atacada por los niños gánsteres. La pareja los persigue, pero Philip todavía no confía en ella. Él quiere dispararle, pero está sin balas. Después de que Rusty se disculpa de nuevo por haberles mentido y entregado a los caníbales, Philip dice: "Eso fue hace un millón de años, y tengo poca memoria. De hecho, ni siquiera recuerdo quién eres".
Los chicos deciden librar a la ciudad de las pandillas y conservar las llaves. Van a un almacén abandonado, usándose como cebo, con la esperanza de que las pandillas se maten entre sí antes de matarlos. En su mayor parte, el plan funciona. Sin embargo, los jefes de los niños gánsteres son, de hecho, los padres de Philip y Marlowe. Antes de morir, el padre de Philip le dice que el pasado no importa. Al final, el único gánster que queda en pie es Miles, que tiene las llaves. Ella les dispara y falla, pero Marlowe dispara y la mata.
La película termina con Philip dejando ir la angustia que había acumulado durante 15 años. Adopta el "Estilo de Vida de la Era de Plata" de Marlowe. Los dos demuestran el "Paso Post-Nuclear", inspirado en el baile de Marlowe, a las multitudes de la ciudad. En la narración final, Philip explica que planean establecerse como detectives, pero que primero tienen que encontrar a Rusty y ver si puede reparar su relación con ella. De las llaves, él dice que él y Marlowe las escondieron en un lugar secreto, porque "nunca se sabe, en un aprieto gordo, un misil nuclear podría ser útil".

## Reparto
| Actor             | Personaje                  | Notas                           |
| ----------------- | -------------------------- | ------------------------------- |
| John Stockwell    | Phillip Chandler           |                                 |
| Michael Dudikoff  | Marlowe Hammer             |                                 |
| Michele Little    | Rusty Mars                 |                                 |
| Lisa Blount       | Miles Archer               |                                 |
| Don Murray        | Dash Hammer                |                                 |
| George Kennedy    | Spade Chandler             |                                 |
| Norbert Weisser   | Sternwood                  |                                 |
| Christian Andrews | Brick Bardo                |                                 |
| Paul Keller Galan | Chester                    | Acreditado como P.K. Galán      |
| Demian Slade      | Harold                     |                                 |
| Hilary Shepard    | Biker Leader               | Acreditada como Hilary Shapiro  |
| Sue Saad          | Cantante del Distrito Punk |                                 |
| Kimberly McKillip | Sadie - Chica Hippie       |                                 |
| Gulcin Gilbert    | Greaser Chick              | Acreditado como Gulshin Gilbert |
| Mark Brown        | Greaser                    |                                 |
| Russell Price     | Greaser                    |                                 |

## Banda sonora
La mayoría de las canciones presentadas en la película son pop rock en la veta new wave. Las excepciones son Zim Bim Zowie, un número de swing, y también una canción en el estilo American Songbook, Daddy's Gonna Boogie Tonight, tocada en un fonógrafo durante la escena cuando Philip y Marlowe se preparan para dejar el refugio antiaéreo. El último y otro tema llamado "All Talk" quedaron fuera de los lanzamientos de la banda sonora australiana y alemana.

### Canciones
| Pista | Título                 | Intérprete       | Duración | Notas                                                                              |
| ----- | ---------------------- | ---------------- | -------- | ---------------------------------------------------------------------------------- |
| 1     | Nightmare              | Jill Jaxx        | 5:10     |                                                                                    |
| 2     | Radioactive Dreams     | Sue Saad         | 5:18     |                                                                                    |
| 3     | She'll Burn You        | Maureen Steele   | 4:10     |                                                                                    |
| 4     | Young Thing            | Cherri Delight   | 4:09     |                                                                                    |
| 5     | Tickin' Of The Clock   | The Monte Carlos | 2:07     |                                                                                    |
| 6     | Psychedelic Man        | Shari Saba       | 2:41     |                                                                                    |
| 7     | Eat You Alive          | Lisa Lee         | 2:40     |                                                                                    |
| 8     | Guilty Pleasures       | Sue Saad         | 3:44     | Ejecutada por Saad fuera de cámara                                                 |
| 9     | Turn Away              | Mary Ellen Quinn | 2:13     |                                                                                    |
| 10    | She's A Fire           | Sue Saad         | 2:07     |                                                                                    |
| 11    | When Lightning Strikes | Sue Saad         | 6:51     |                                                                                    |
| 12    | Zim Bim Zowie          | Darryl Phinessee | 2:20     | Bailada por Marlowe y Philip como el "Lanzamiento Post-Nuclear" en la escena final |

Sin embargo, la banda sonora también se lanzó en España y contiene TODAS las canciones presentadas en la película:
La canción principal también se lanzó como un bonus track en una reedición digital del álbum debut de Sue Saad el 2 de julio de 2013.

## Estreno
La película recibió un lanzamiento limitado en los cines de Estados Unidos por De Laurentiis Entertainment Group en septiembre de 1986, recaudando $ 220,038 en taquilla.
Fue lanzada en VHS por Vestron Video. A partir de 2017, la película aún no se ha lanzado oficialmente en DVD en los EE. UU. Sin embargo, existe un raro DVD de la Edición Especial de la Región 2 de Alemania. Dicha edición también incluye el CD de la banda sonora y está limitada a 1000 copias.

## Premios
La película fue galardonada con el Golden Raven en el 5° Festival Internacional de Cine Fantástico de Bruselas, y nominada a la mejor película en el festival italiano de cine y literatura MystFest.